# Stadionul Qemal Stafa
Stadionul Qemal Stafa (albaneză Stadiumi Qemal Stafa), denumit în cinstea lui Qemal Stafa (un erou al rezistenței albaneze), a fost stadionul național și cel mai mare stadion de fotbal din Tirana, Albania. Construcția stadionului a început în 1939, iar inaugurarea a avut loc în 1946, la Cupa Balcanilor, care a fost câștigată de Albania.